# José Villar
José Villar (* 12. April 1948) ist ein uruguayischer Politiker.

## Leben
Der beruflich in der Textil- und Forstwirtschaft beheimatete Villar war vom 12. September 2003 bis zum 1. März 2005 Minister für Industrie, Energie und Bergbau von Uruguay. Seit 2005 ist er als Außenhandelsberater tätig. Der der Partido Colorado  angehörige Villar kandidierte 2010 für das Amt des Intendente von Montevideo.
Villar ist verheiratet und Vater von drei Kindern.